# Keiko Nobumoto
Keiko Nobumoto (信本敬子?, Nobumoto Keiko; Hokkaidō, 13 marzo 1964 – 1º dicembre 2021) è stata una sceneggiatrice giapponese nota principalmente per essersi occupata della composizione della serie anime Cowboy Bebop.

## Opere

### Serie animate
- 1998 – Cowboy Bebop
- 2003 – Wolf's Rain
- 2004 – Samurai Champloo
- 2014 – Space Dandy
- 2019 – Carole & Tuesday

### Film
- 1991 – World Apartment Horror
- 2001 – Cowboy Bebop - Il film
- 2003 – Tokyo Godfathers

### OAV
- 1994 – Macross Plus